# الفضية (يريم)

تعديل مصدري - تعديل

الفضية محلة تابعة لقرية جروة، التابعة لعزلة خودان بمديرية يريم إحدى مديريات محافظة إب في الجمهورية اليمنية.، بلغ تعداد سكانها 74 حسب تعداد اليمن لعام 2004.